# ピグワールド
『ピグワールド』は、サイバーエージェントが運営していた街づくりシミュレーションゲーム。2012年11月15日に人数制限でサービスを開始した後、同年11月27日に正式リリース。
2016年12月31日にイベントリリース終了。
2019年12月2日、親サービス「アメーバピグ」のPC版終了に伴い廃止された。

## 概要
プレイヤーは市長となって、始めは何もない場所に街を作り上げていく。

## 基本システム
スタミナ
チップの回収や、お悩み解決、建物を建てる時に1個ずつ消費。街レベル上昇や、スタミナゼリーを使って回復できる。
市長パワー
建物を建てる時に一定量消費する。消費量は建物により異なる。お悩み・トラブル解決によって回復可能。
お手伝いスタミナ
お手伝いする時に消費する。お手伝いレベル上昇や、スタミナゼリーを使って回復できる。
街レベル
建物の建築や、お悩み・トラブル解決によってポイントがたまっていき、一定量以上になるとレベルアップ。
お手伝いレベル
お手伝いを1回するごとにたまっていき、一定量以上になるとレベルアップ。
ワールドチップ
店からの回収や、クエストクリアなど様々な行動をすることでたまっていき、建物建設・素材購入などで減る。

### 建造物
建造物は、期間限定、住宅、お店、公共施設、デコレーション、道路の6種類に分かれる。
期間限定
行われているイベントによって、ラインナップが変わる。こちらの住宅などをたてる場合は、イベントサブクエストクリアなどで入手可能な専用の材料が必要。
住宅
《一軒家》、《アパート》、《マンション》、《高級住宅》、《その他》の5つに分かれており、基本的に高い街レベルが必要なものほど豪華＆必要チップ・市長パワーが高い。
お店
《素材を買うためのお店》と、《モノを作るためのお店》に分かれる。《モノを作るためのお店》で作れるモノは住宅などを建てる時に素材として使用することも。